# Blgtz
blgtz（ビルゲイツ）は、田村昭太率いる日本のバンド。結成当初は田村によるソロユニットだったが、その後バンド形態となり、幾度のメンバーチェンジを経て、2023年現在は冷牟田敬との2人体制で活動を行なっている。CDジャケット、MV等の全てを完全自主制作し、活動とリリースを行っている。

## 沿革
2001年、ボーカル・ギターの田村昭太を中心に結成。渋谷、下北沢を中心にライブ活動を行う。
2003年5月14日、田村のソロユニットとして自身のレーベルから、1stミニ・アルバム『チルコ』でCDデビュー。関西 - 東京間のレコード店70店舗を自ら巡り、自力でプロモーションを行う。その後再びバンド形態となり、12月17日、1stシングル『アタシはキレイな水滴のfilmｳﾌﾌ』をリリース。
2004年2月18日、1st フルアルバム『無人テレビの設計図』をリリース。11月19日、2ndミニ・アルバム『music from the motion picture soundtrack』をリリース。
2005年8月13日、三軒茶屋ヘブンズドアにて初ワンマンライブを開催。9月28日、2ndシングルe『コントロール』、10月26日、2ndフルアルバム『マイナスの世代による瞬間のドキュメント』をリリース。
2006年7月、活動休止を発表。田村のソロユニットに戻り、月5 - 10本ペースのソロライブをこなす「Find a Job Tour」を行う。KatamineのShow Caseライブにゲスト出演。
2007年3月1日、ソロと並行し、バンド形態での活動を再開。年間約70本ペースでライブを行う。3月29日には、ギャラリー世田谷233が主催する「世田谷webテレビ」にシーナ&ザ・ロケッツの鮎川誠・シーナと共演。7月11日、廃盤扱いとなっていた旧作5タイトルが再発。それに伴い、再発リリースツアーも行なった。12月29日、下北沢MOSAICでblgtz企画「THE WORLD WON’T LISTEN vol.2」を開催。
2008年1月、再び田村のソロ形態に戻り、3月にサポートメンバーを迎え、バンド形態での活動を再開。7月23日、ミキサーに上原キコウを迎え、約3年ぶりとなる3rd ミニ・アルバム『blgtz』をリリース。8月31日、リリース記念ワンマンライブを下北沢MOSAICにて行なった。
2009年1月、再び田村のソロ形態となり、4月にはサポートメンバーを迎えたバンドが再始動。
2010年2月、新作のレコーディングに向けて、ライブ活動休止を発表。
2011年、東日本大震災から一ヶ月経った4月半ば、アルバム用であった楽曲『ソネット』を急遽レコーディング。チャリティーシングルとして、5月31日にblgtz初の配信シングルとしてリリース。配信手数料を差し引いた売上の全額を日本赤十字社を通し東日本大震災義援金として寄付。11月23日、3rdフルアルバム『同時に消える一日』をリリース。
2012年1月15日 ｰ 17日、「blgtz - 3rd full album『同時に消える一日』リリースツアー」を行う。2月には「blgtz - 3rd full album『同時に消える一日』リリース記念ワンマンライブ」を原宿アストロホールで満員の中、開催。オープニングアクトは、THE NOVEMBERSがつとめた。同月、ゆうばり国際ファンタスティック映画祭にて、田村がソロ出演し、アルバムから「イデオロギー」MVが放映された。3月23日 - 26日、「 blgtz - 3rd full album『同時に消える一日』リリースツアーin札幌」を開催。5月23日、2月に行われたワンマンライブを収めた初の映像作品であるLIVE DVD 『Climb Up The Catwalk』をリリース。6月22日、「blgtz LIVE DVD『Climb Up The Catwalk』リリース記念ワンマンライブ 」を渋谷STAR LOUNGEにて開催。11月23日、blgtz presents 「THE WORLD WON’T LISTEN vol.3」を原宿アストロホールにて行い、この公演を最後にライブ活動を休止。
2013年から2015年の間には、映画『月を、さがしている』（監督:藤井三千）、『はやにえ』（監督:加賀賢三、田村の映画初出演/初主演作品）、『さとるだよ』（監督:谷健二）に楽曲提供。
2017年5月26日、渋谷 WWW Xにて開催されたTHE NOVEMBERSのツアー「美しい日」にて、ゲストアクトとして4年半ぶりにステージに復帰。その際に披露された新曲『ech0』が、10月6日、約6年ぶりの楽曲リリースとして配信限定シングルとしてリリース。ほぼ全てを声と部屋を叩く音で構築されている。マスタリング・エンジニアは、マット・コルトンがつとめた。
2019年、正式メンバー4名を迎えた5人編成となりレコーディングを開始。2020年5月30日、アルバムからの先行配信シングル『ロスト・ミュージック』をリリース。8月5日、9年ぶりのCDとなる、4thミニ・アルバム『Feature EP』をリリース。アビー・ロード・スタジオのアレックス・ゴードンがマスタリング・エンジニアを務めた。同日、過去作5タイトルのサブスクリプションも解禁された。12月22日、アルバム表題曲のリミックス音源『Feature (AKTM Remix) 』を配信限定リリース。
2022年5月20日、コロナ禍に東京で行われた無観客配信ライブの音源『エベレスト・クライマー(Live in Tokyo 2021)』を配信限定リリース。
デビュー20周年である2023年、1st ミニ・アルバム『チルコ』がレコードで6月21日に復刻リリース。blgtz初のアナログ化となる。それに伴い、作家のこたにな々による田村へのインタビューが収録された特集ZINE『Re:空白/ドキュメント』が刊行。ディスクユニオンROCK in TOKYO店でのblgtz作品購入特典及び、ギャラリー世田谷233にて販売された。6月25日には、上記のディスクユニオン店内で、約2年ぶりとなるライブも行われた。

## 現在のメンバー
田村 昭太（たむら しょうた）
ボーカル・ギター・キーボード担当。

当初は田村のソロユニットとして開始。バンド結成時からの唯一のオリジナルメンバーと言える。衝動性のある破壊的な側面と、壊れそうに繊細な一面を合わせ持つバンドの核であり、全ての作詞・作曲を担当する。散文的な歌詞と叫ぶような高音のボーカルが特徴。バンドが持つ「孤高」や「孤独」のイメージは、彼によるものが大きい。デビュー当時よりマッシュルームカットヘアであり、2005年頃まではセクシャリティに関係なく、好んでスカートやワンピースを着用していた。ソロでライブ出演する際には、一人でボーカルとギター、同時に足元でバスドラムとギターをこなすというスタイルを取る。

双極性障害である事を診断の上、公表。アルコール依存症である事も伴い、2016年と2021年には閉鎖病棟への数ヶ月間の入院も経験している。近年では、精神面から来るイップスのような楽器演奏への支障も告白している。
冷牟田 敬（ひやむた けい）
ギター担当。blgtzには2019年に正式加入。そのほかソロと並行し、多くのバンドを掛け持ちしている。

2006年に結成したParadiseでは“冷牟田王子”として活動。2008年からは昆虫キッズのメンバーも並行。2015年1月、昆虫キッズ解散後、3月にアルバム『noise myself』でソロデビュー。以来、ソロ活動のほか、豊田道倫＆mtvBANDやスカートなどにも参加。2017年には冷牟田敬bandを結成し、アルバム『μ（ミクロ）』をリリース。2020年には、サポートメンバーを経て、どついたるねんに正式加入（その後脱退済）。

## 楽曲提供
- 映画『月を、さがしている』監督:藤井三千　音楽担当
- 映画『はやにえ』監督:加賀賢三　主題歌「Lita」
- 映画『さとるだよ』監督:谷健二　主題歌「耳を閉じたい」

## 出演
- 映画『はやにえ』監督:加賀賢三　主演：田村昭太

## ミュージックビデオ
| 監督             | 曲名             |
| 蔭山周、田村昭太 | 「イデオロギー」 |
| 藤井三千         | 「ech0」         |
| 加賀賢三         | 「Feature」      |

## blgtzからの影響を公言している人物
- 小林祐介（THE NOVEMBERS） - 2017年のTwitterにて「blgtz昭太さんがいなかったら、僕は音楽を続けていなかったかもしれません。それほど影響を受けています。どこまでも激しく美しいものに触れて、感動し涙が出たのは、blgtzが初めてでした」との言葉を残している。[3]
- Parannoul - 韓国のソロミュージシャン。ジャンルはシューゲイザー。2021年のインタビューで「特に気に入っている日本人アーティスト」として、blgtzの名前を挙げている。[4]